# Zephyr (merk)
Zephyr is een historisch merk van hulpmotoren.
De bedrijfsnaam was: Small Engines Co., Birmingham.
Het Britse merk Zephyr werd al in 1917 opgericht, maar kon pas na de Eerste Wereldoorlog met de productie starten. Er werden gemotoriseerde fietsen met 131cc-clip-on motoren gemaakt, die ook onder de naam "Airolite" verkocht werden. De complete fiets woog slechts 32 kg en door het open frame was hij ook geschikt voor dames en mannen die tijdens de oorlog invalide geraakt waren. De productie eindigde in 1922.